# Роті

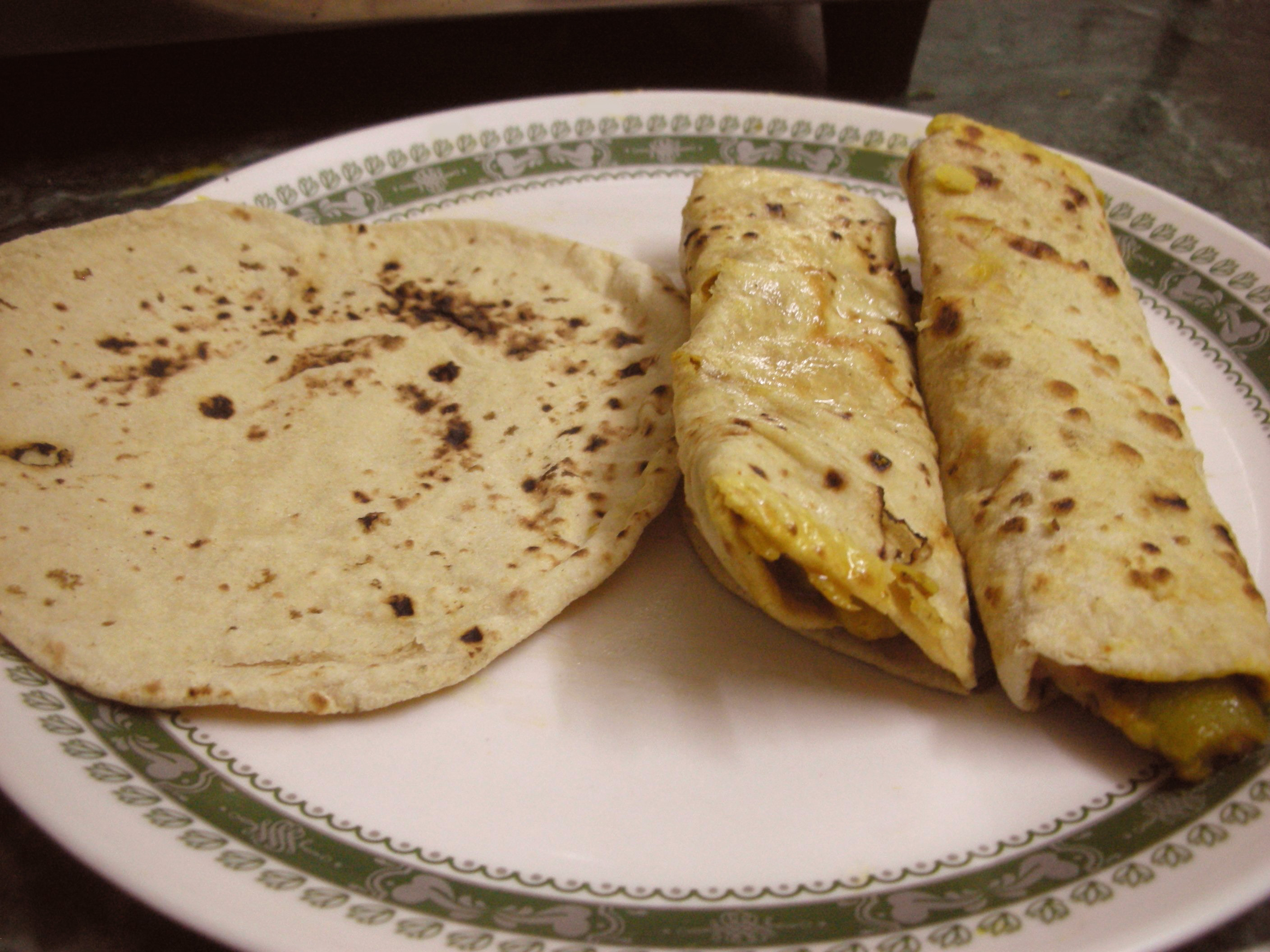
Чапаті

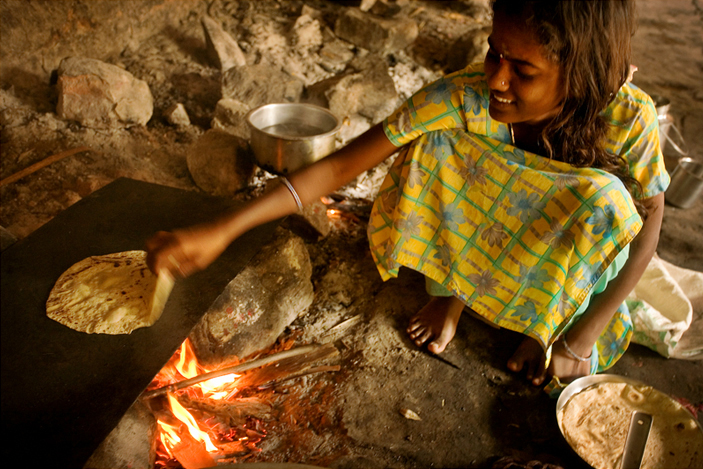
Дівчина готує чапаті

Роті — індійський хліб з пшеничного борошна, на зразок тонкого лаваша. Чапаті є найпопулярнішим підвидом роті з цільнозернового борошна атта. Їдять роті, відриваючи шматочки; занурюють у соуси і використовують ці скибочки як ложечку, захоплюючи ними шматочки різних страв.

## Назва
Слово roti походить від санскритського слова (rotikā), що означає «хліб». Слово chapat означає «ляпас» на гінді, що натякає на процес приготування.

## Приготування
Розкачане тісто кидають на розігріту суху таву (пательню) і готують з обох боків. У деяких регіонах Індії чапаті готують спочатку на сухій сковороді, а потім печуть на відкритому вогні. При цьому коржик роздувається від пари до такої міри, що стає круглим, як м'ячик.
Рецепт:
- 3 склянки цільного пшеничного борошна грубого помелу
- Півтори склянки води
- Сіль до смаку[8]

## Варіанти

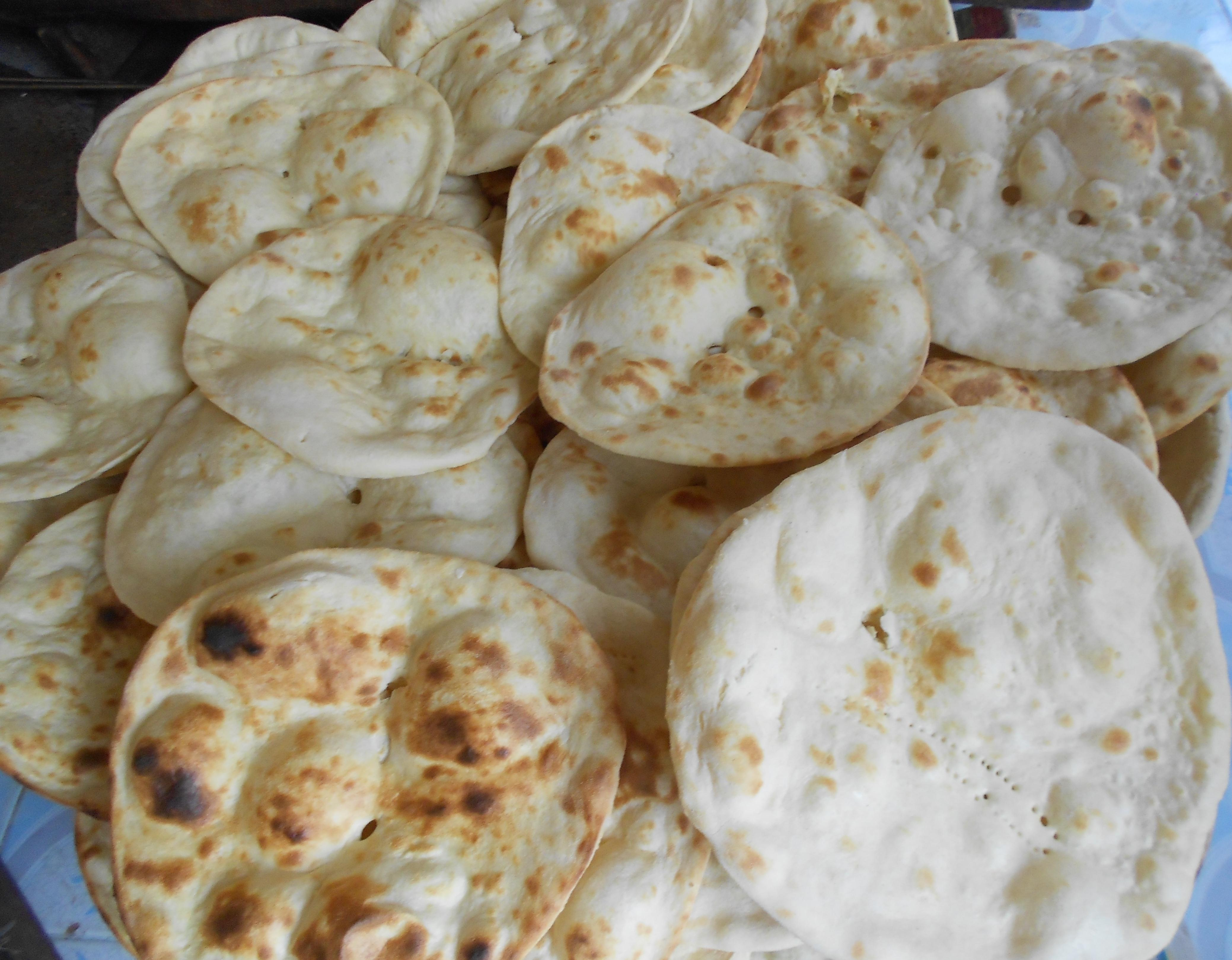
Роті з Індійського субконтиненту
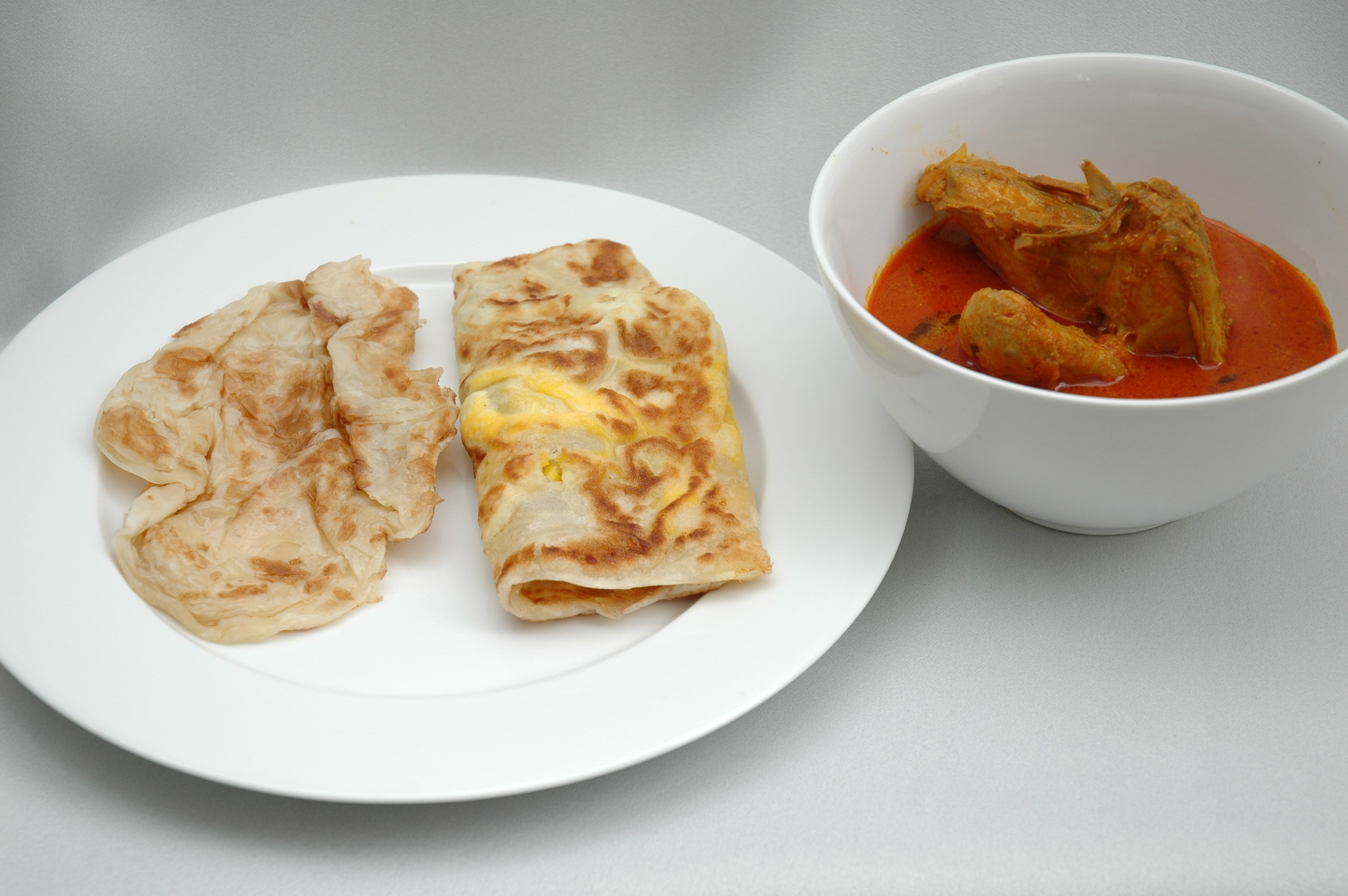
Цейлонський / керальський роті (поротта) подається з карі
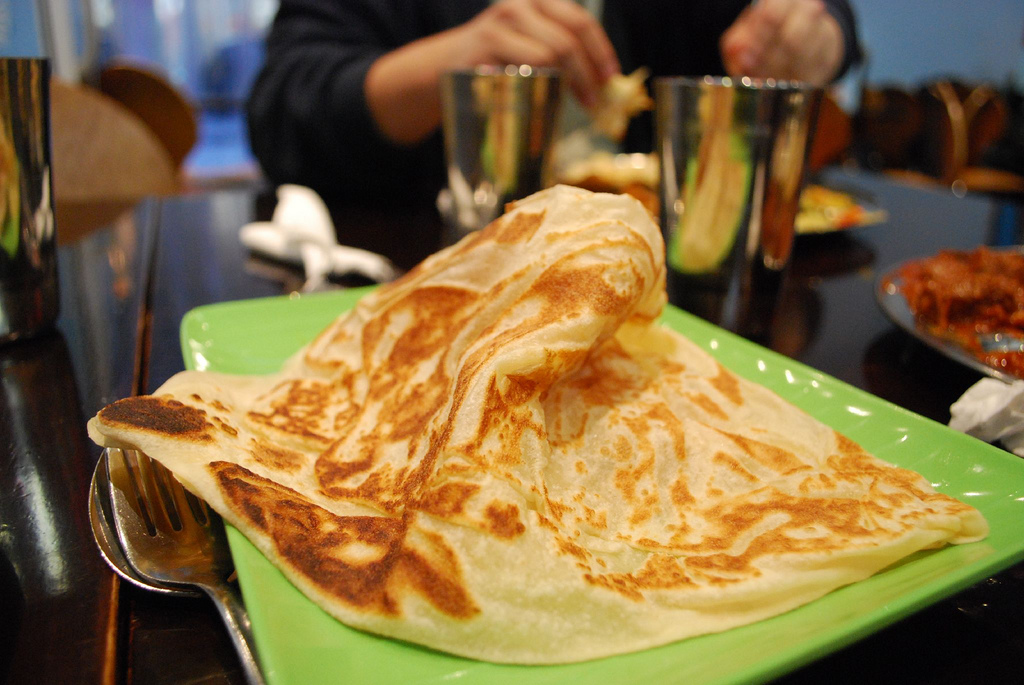
Просте роті паратха
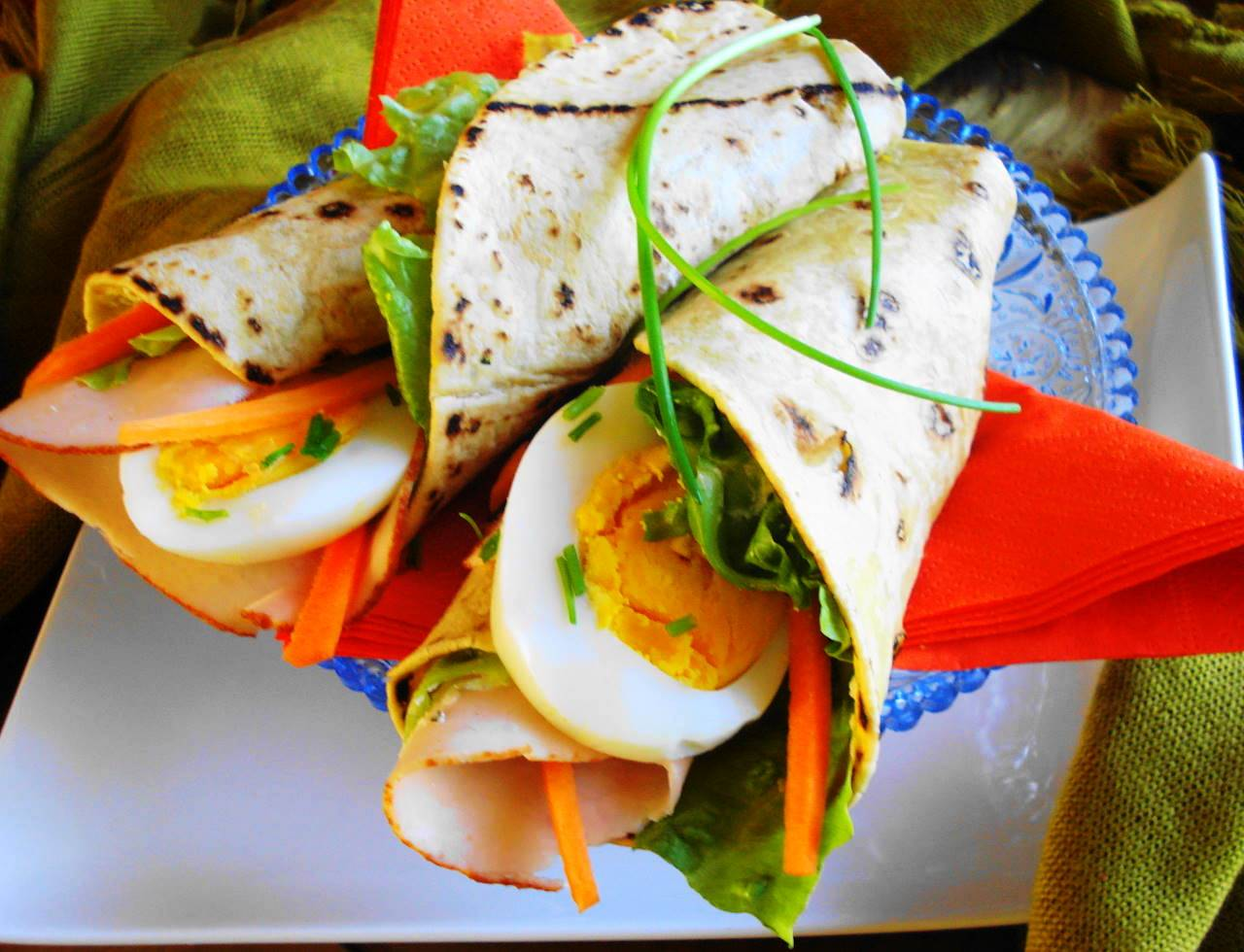
Рол роті з вареним яйцем і копченою куркою в Нідерландах
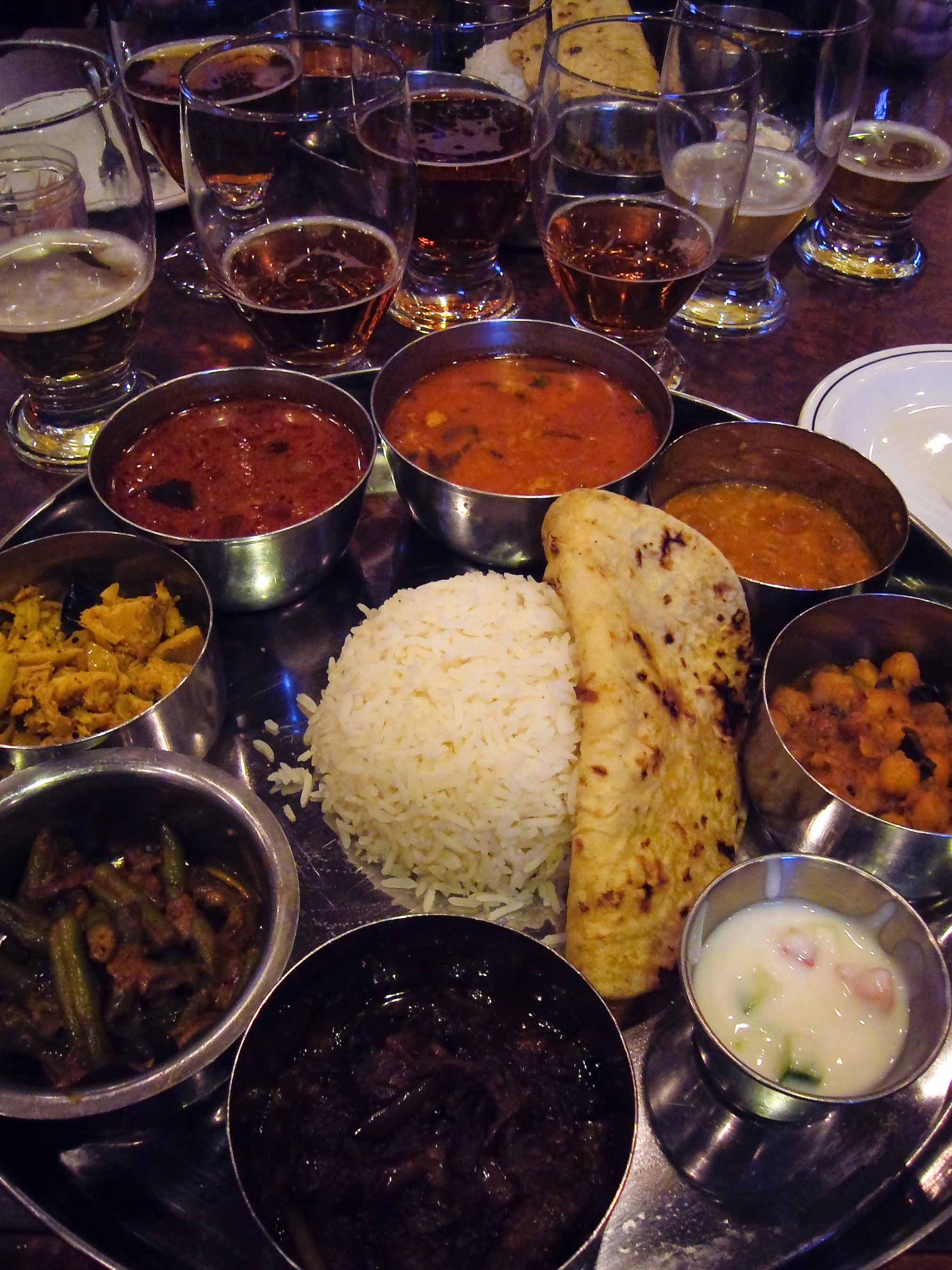
Індійське тхалі з чапаті
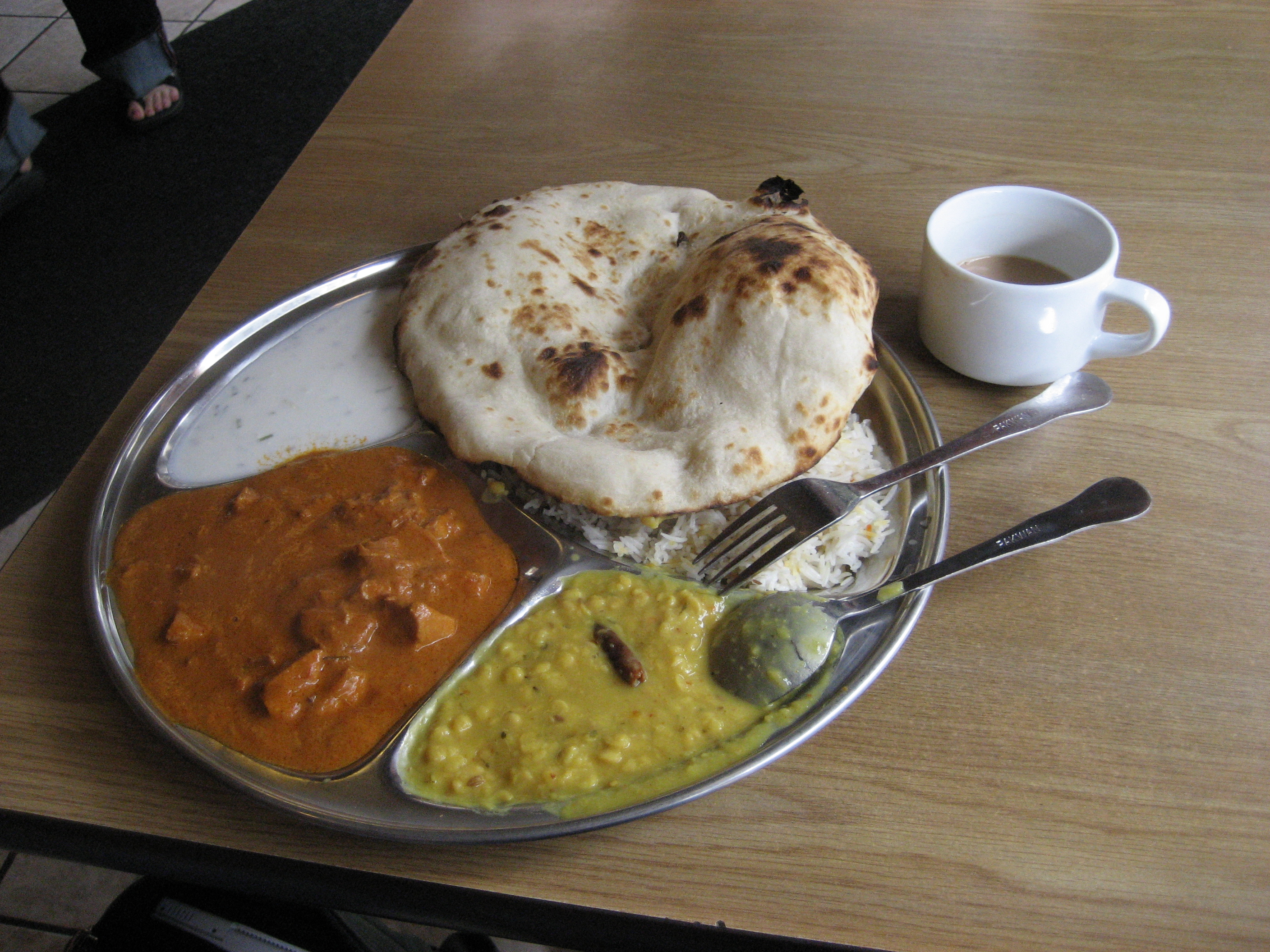
Тандурі-роті подають до інших страв в індійському ресторані
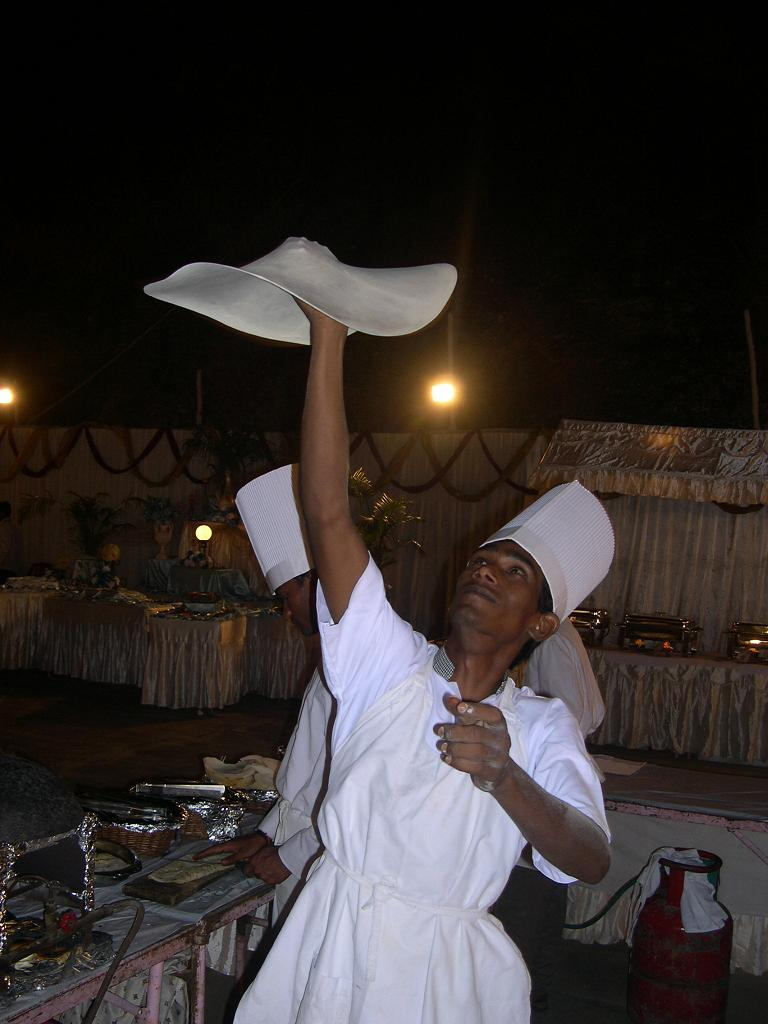
Шеф-кухар готує румалі-роті в Індії
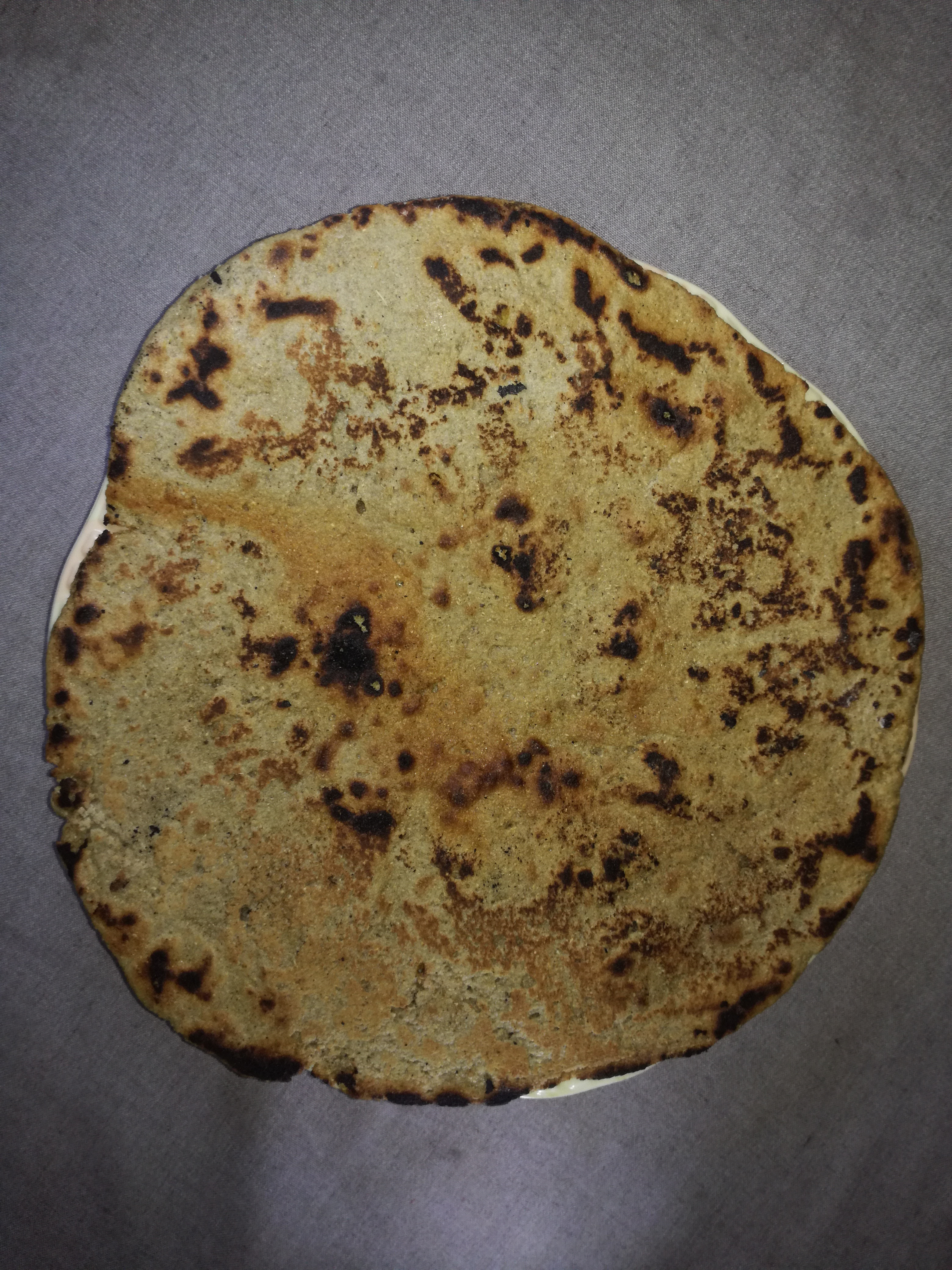
Баджхар джи маані (Баджра Роті) у Тарпаркарі, Сіндх
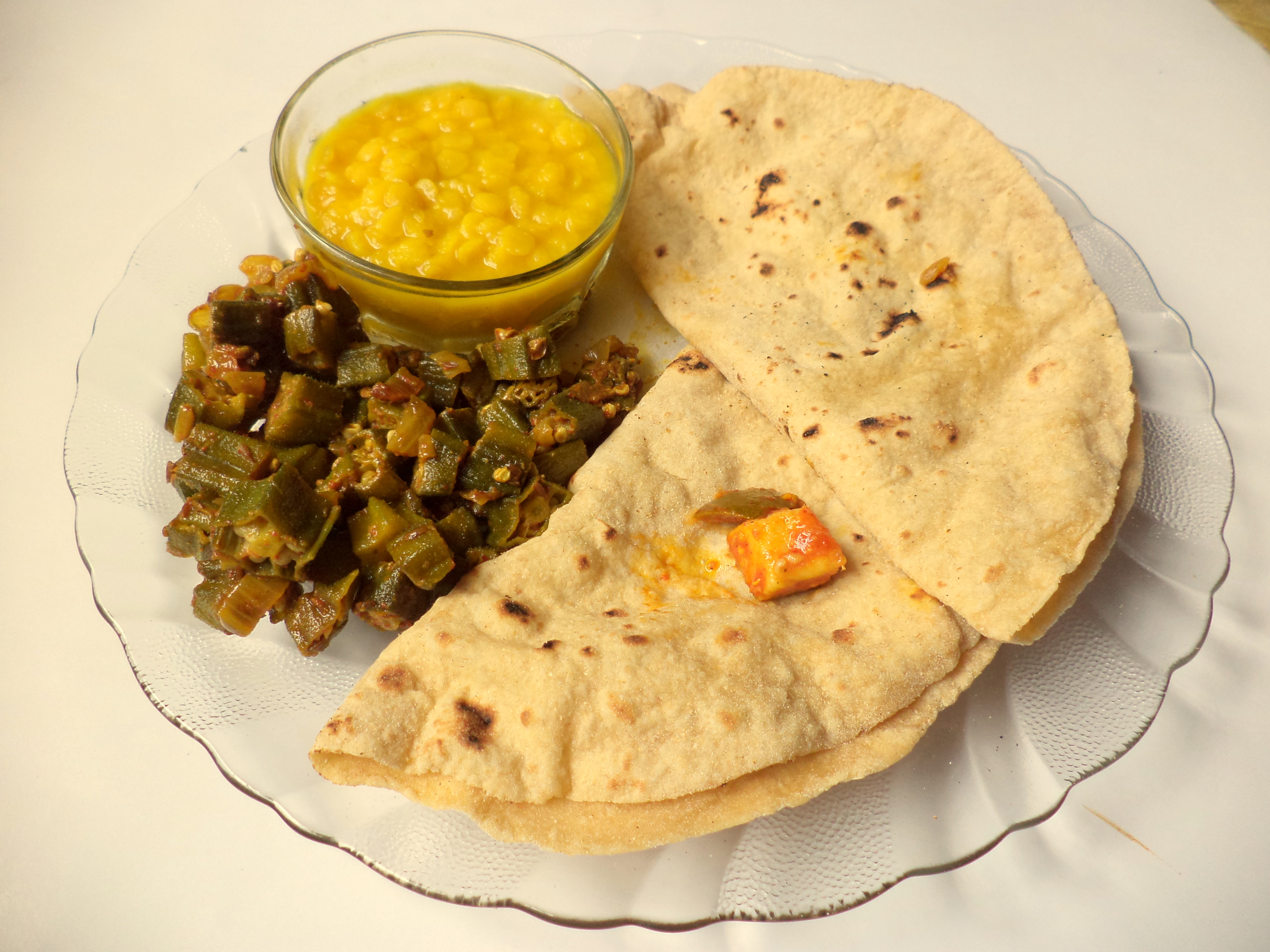
Гострі овочі, подані з роті
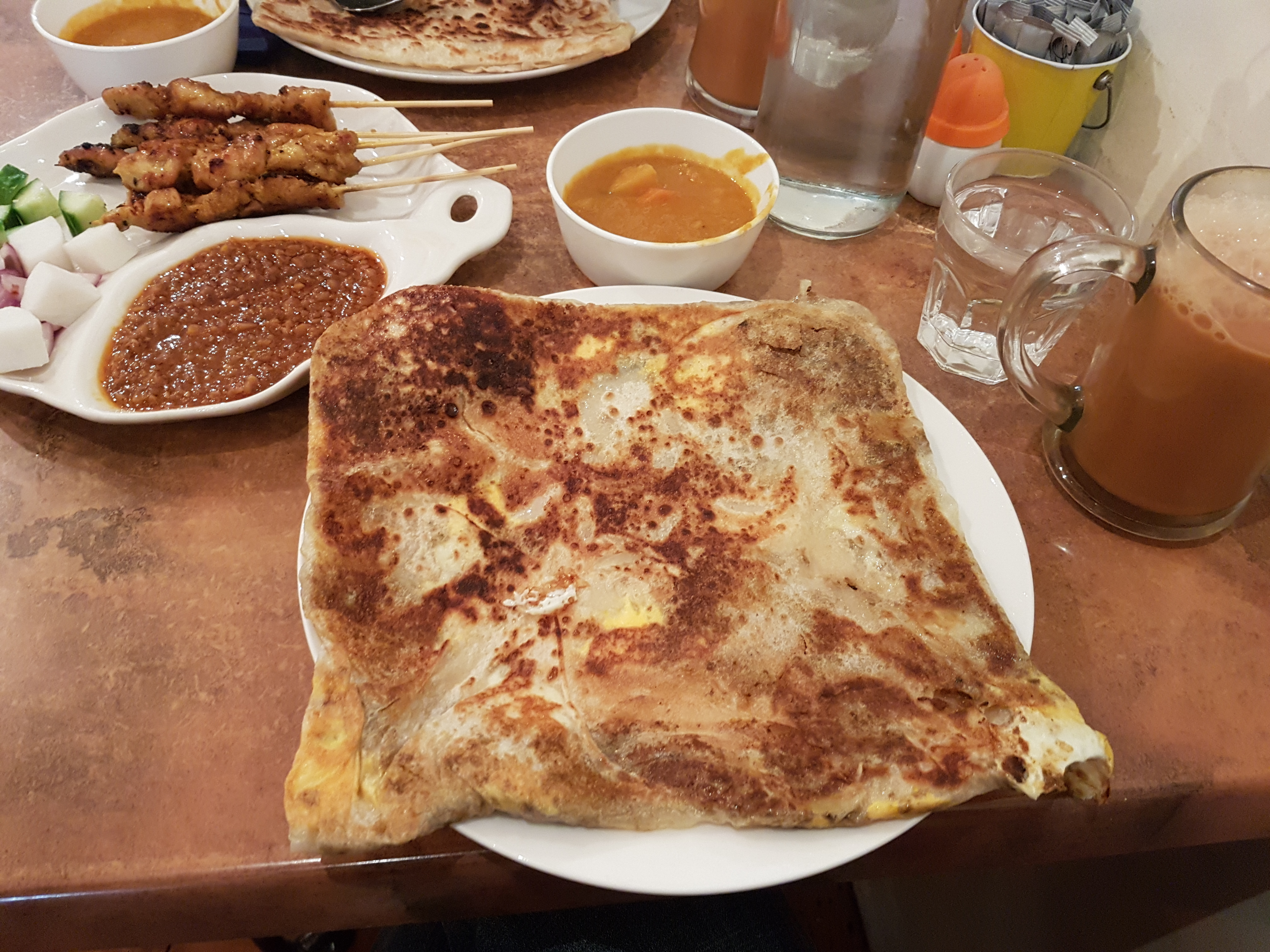
Роті, фаршировані бананами